# Luca Agamennoni
Luca Agamennoni, né le 8 août 1980 à Livourne, est un rameur italien qui pratique l'aviron.

## Palmarès

### Jeux olympiques
- 2004 à Athènes,  Grèce
  -  Médaille de bronze en quatre de pointe
- 2008 à Pékin,  Chine
  -  Médaille d'argent en quatre de couple

### Championnats du monde
- 2001 à Lucerne,  Suisse
  -  Médaille d'argent en quatre de pointe avec barreur
- 2005 à Gifu,  Japon
  -  Médaille de bronze en deux de pointe
- 2006 à Eton,  Angleterre
  -  Médaille d'argent en huit barré
- 2010 à Karapiro,  Nouvelle-Zélande
  -  Médaille d'argent en quatre de couple

### Jeux méditerranéens
- 2005 à Almería,  Espagne
  -  Médaille d'argent en deux de pointe

## Distinctions
: il est fait Chevalier de l'Ordre du Mérite de la République italienne le 27 septembre 1994, à l'initiative du Président de la République.
 : il est fait Officier de l'Ordre du Mérite de la République italienne le 1er septembre 2008, à l'initiative du Président de la République.